# Phare du Portzic
Le phare du Portzic est situé à l'extrémité nord-est du goulet de Brest (Finistère, France). C'est le phare le plus proche de la ville de Brest.

## Histoire
Le phare du Portzic a été édifié sur un terrain militaire entre 1842 et 1848, au niveau de la pointe du Portzic, en même temps que le phare du Petit Minou, qui le précède au nord du goulet de Brest, grâce à la loi du 6 août 1844, accordant un crédit de 2 500 000 Francs pour la construction de nouveaux phares sur les côtes en France. Ces deux phares sont alignés pour signaler les positions de certains écueils de la passe nord (la Basse Beuzec et le Coq), sur lesquels se sont successivement échoués quelques années auparavant, plusieurs navires.
Le phare est allumé le 1er janvier 1848.
Il a été électrifié en 1953 et automatisé en 1994. Il est télécontrôlé depuis la station du phare du Créac'h depuis 2000.
Un poste sémaphorique est installé au pied du phare depuis 1987, à la suite du transfert du phare du Petit Minou au Portzic. Il constitue le poste essentiel de régulation du trafic maritime entrant et sortant de la rade de Brest.
Placé au point le plus étroit du goulet de Brest côté rade, le phare fait face à la pointe des Espagnols.

## Caractéristiques

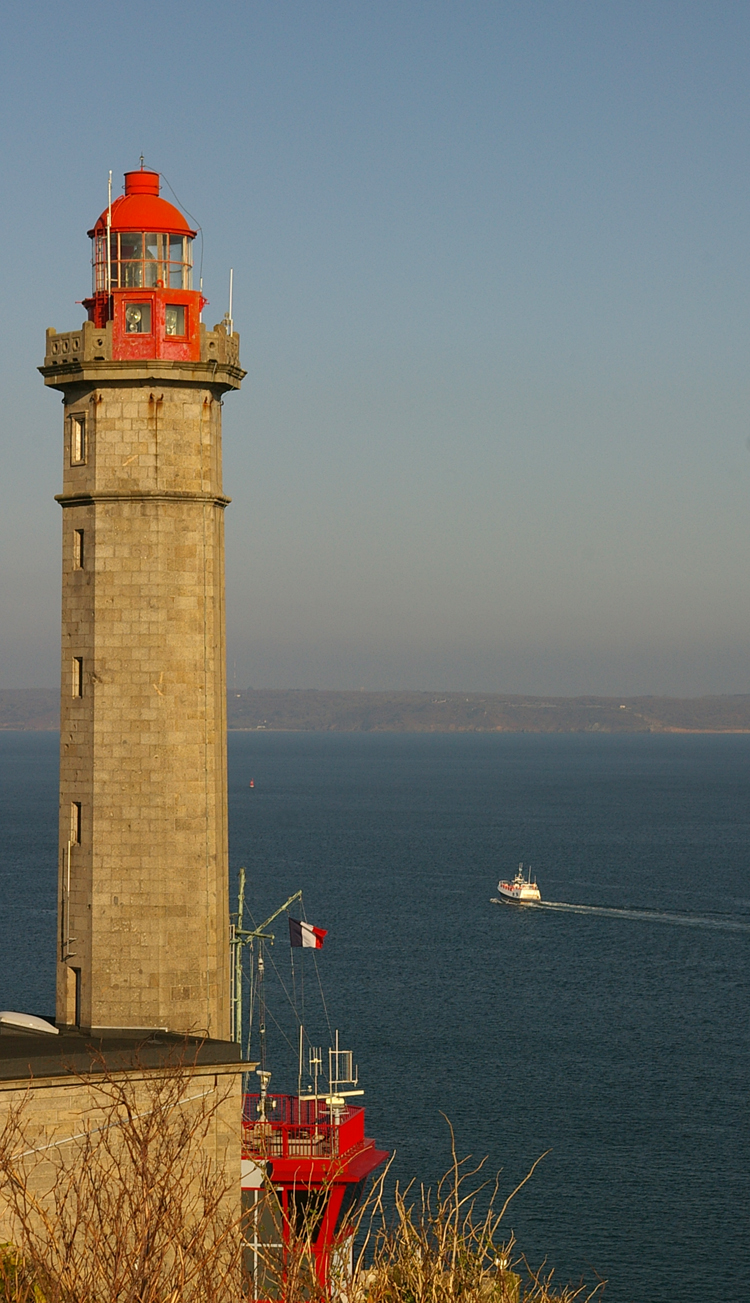
Phare vu de l'ouest.

L'édifice est une tour octogonale en maçonnerie de pierres apparentes en granit de l'Aber-Ildut. Le fût de 33 mètres de hauteur surplombe côté terre un bâtiment rectangulaire rectangulaire en maçonnerie de pierres apparentes à étage, dans lequel sont aménagés à l'origine les magasins de service et deux logements, et, côté mer un bâtiment en métal rouge formant vigie pour la Marine Nationale. Couronnant l'édifice, la plate-forme extérieure de sa lanterne est sécurisée par une balustrade ajourée en dés ajourés.
Feux : 1 feu principal à secteur avec 2 occultations et une périodicité de 10 secondes (éclat de 2 secondes puis éclat de 6 secondes), accompagnés de 2 feux scintillants blancs directionnels en direction du goulet, l'un continu (un éclat par seconde, soit le signal « Nord », indiquant au navigateur qu'il se trouve au nord du chenal), l'autre avec 6 scintillations (une par seconde) et un éclat long, soit le signal « Sud », indiquant au navigateur qu'il se trouve au sud du chenal.
Un poste de sémaphore avec vigie est installé à sa base depuis 1987. Il régule le trafic maritime entrant et sortant de la rade de Brest et est occupé en permanence.

## Galerie

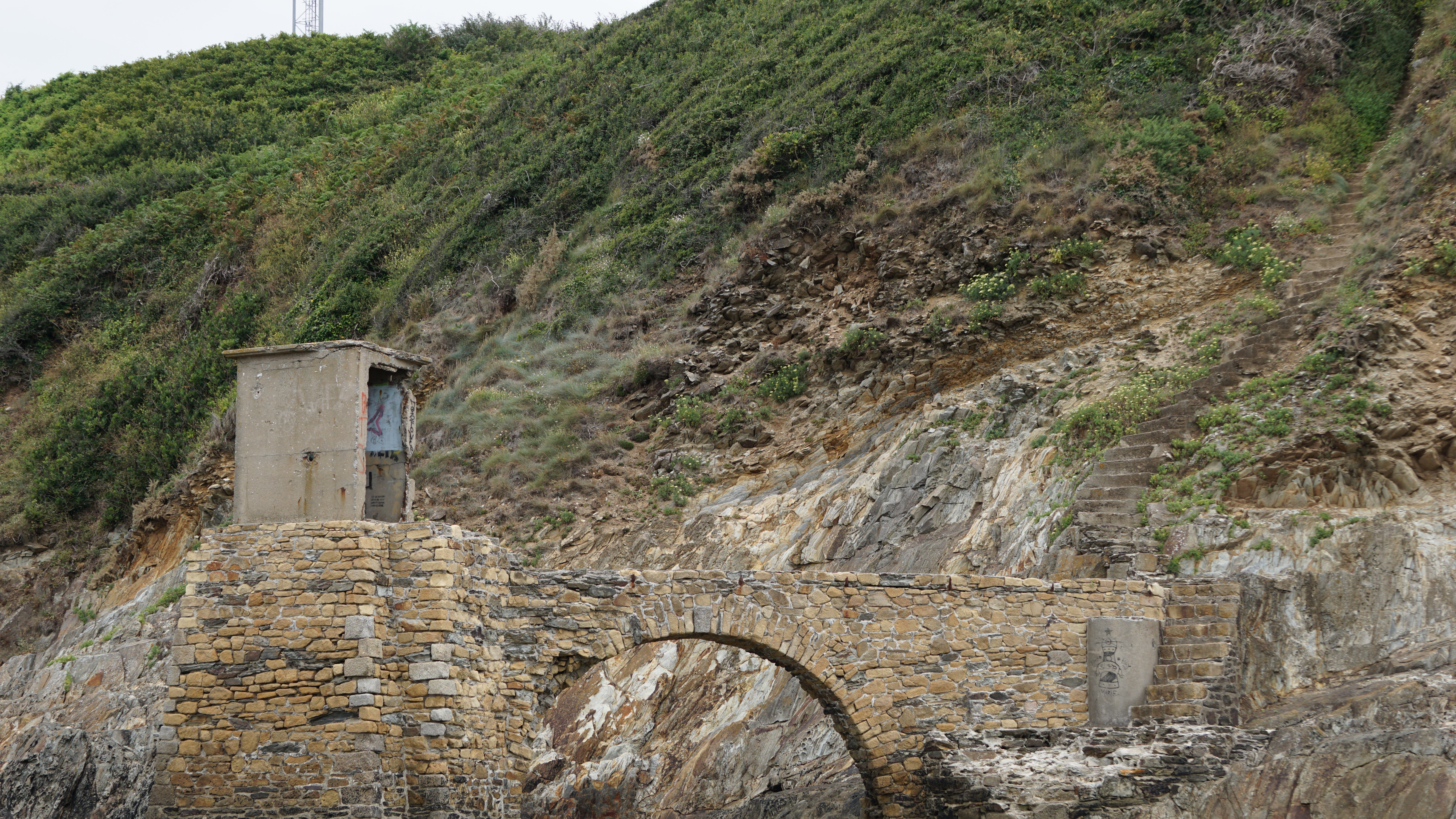
À la marée basse, la côte est accessible
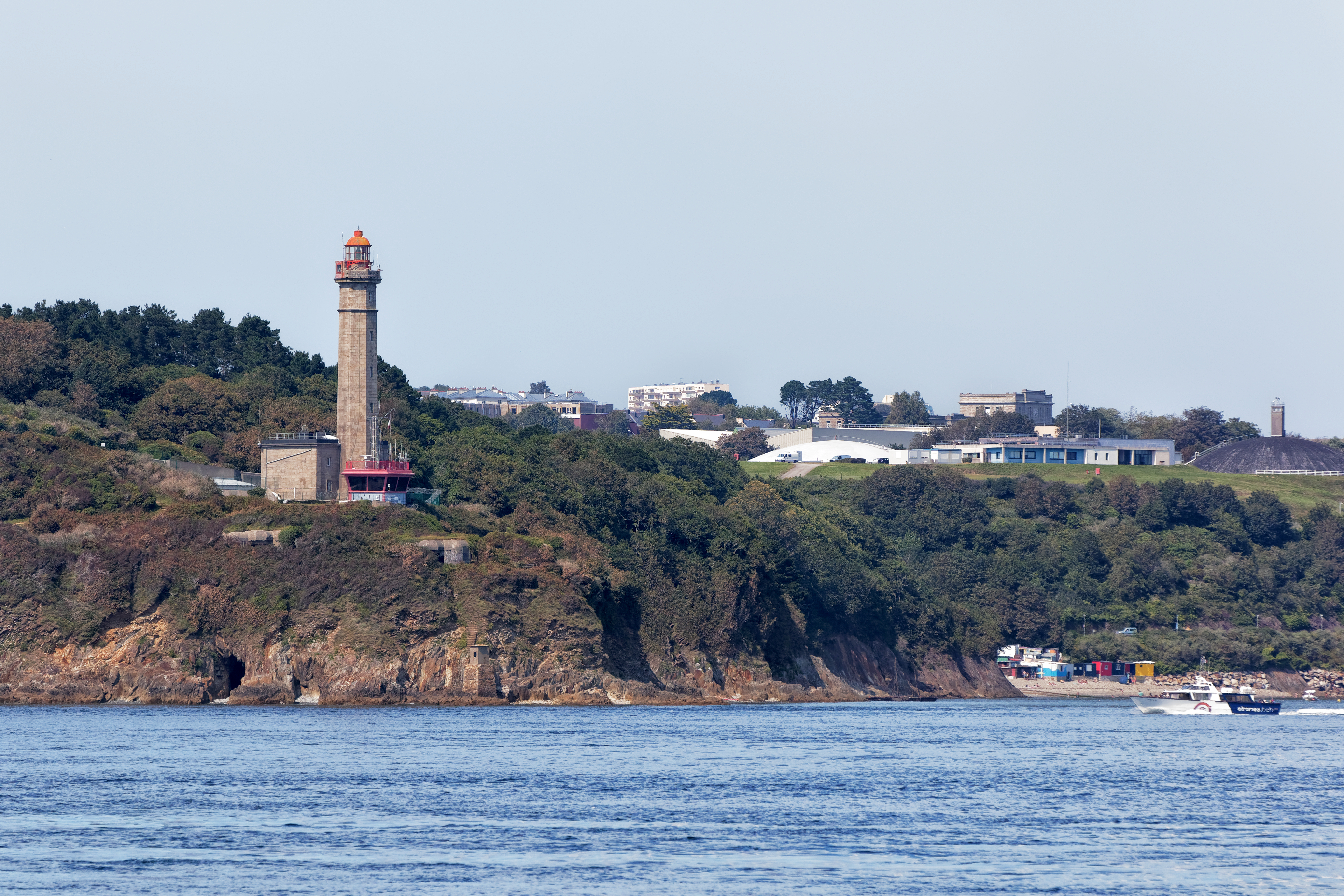
Vue du phare et à l'est du port de la Maison blanche (la centrale électrique souterraine du Portzic[2] à l'ouest est non visible)[3] depuis la rade.